# 自動車と潜水艦の衝突事故
自動車と潜水艦の衝突事故（じどうしゃとせんすいかんのしょうとつじこ）とは、1961年8月19日にスウェーデンのヨーテボリ・ブーヒュース県（現ヴェストラ・イェータランド県）リューセヒールで発生した自動車事故。無人のボルボPV544が、付近の岸壁に停泊中だったスウェーデン海軍潜水艦「ヴァーバン」に衝突した。これは歴史上、自動車と潜水艦の衝突事故として唯一のものとされている。

## 経緯
事故を起こしたボルボPV544は、リューセヒールのサウスハーバーに近い、フィスカーガータン通りの電話交換所傍に駐車されていた。運転手は駐車場が傾斜していることに気づかず、ハンドブレーキを使用していなかった。その結果、無人のまま車は海に向かって坂を下り始めた。近くに積まれていたニシン樽を通り過ぎた後、ソドラ・ハムンガータン通りを横切り、埠頭に停泊していたハイェン級潜水艦「ヴァーバン」の艦首に衝突した。
衝突の結果、車の前部が潰れ、潜水艦の手摺りが変形したものの、死傷者は出なかった。この事故で「ヴァーバン」の艦体に影響はなく、その後も1980年までその任務を続けた。

## 余波
事故の様子は、偶然衝突を目撃した地元の新聞『クリレン』の編集者であったハンス・ヨハンソンにより撮影された。この事故は、スウェーデンの TT通信社によって報じられた。また、2004年に出版されたテイエ・フレドの著書『Röd storm』でも語られている。